# 48. ceremonia wręczenia Oscarów
48. ceremonia rozdania Oscarów odbyła się 29 marca 1976 roku w Dorothy Chandler Pavilion w Los Angeles.

## Laureaci

### Najlepszy film
- Saul Zaentz, Michael Douglas – Lot nad kukułczym gniazdem
- Stanley Kubrick – Barry Lyndon
- Martin Bregman, Martin Elfand – Pieskie popołudnie
- Richard D. Zanuck, David Brown – Szczęki
- Robert Altman – Nashville

### Najlepszy aktor
- Jack Nicholson – Lot nad kukułczym gniazdem
- Al Pacino – Pieskie popołudnie
- James Whitmore – Give 'em Hell, Harry!
- Maximilian Schell – Człowiek w szklanej kabinie
- Walter Matthau – Promienni chłopcy

### Najlepszy aktor drugoplanowy
- George Burns – Promienni chłopcy
- Burgess Meredith – Dzień szarańczy
- Chris Sarandon – Pieskie popołudnie
- Brad Dourif – Lot nad kukułczym gniazdem
- Jack Warden – Szampon

### Najlepsza aktorka
- Louise Fletcher – Lot nad kukułczym gniazdem
- Glenda Jackson – Hedda
- Carol Kane – Ulica Hester
- Isabelle Adjani – Miłość Adeli H.
- Ann-Margret – Tommy

### Najlepsza aktorka drugoplanowa
- Lee Grant – Szampon
- Sylvia Miles – Żegnaj, laleczko
- Brenda Vaccaro – Bez zobowiązań
- Ronee Blakley – Nashville
- Lily Tomlin – Nashville

### Najlepsza scenografia i dekoracje wnętrz
- Ken Adam, Roy Walker i Vernon Dixon – Barry Lyndon
- Edward C. Carfagno, Frank R. McKelvy – Hindenburg
- Alexandre Trauner, Tony Inglis, Peter James – Człowiek, który chciał być królem
- Richard Sylbert, W. Stewart Campbell, George Gaines – Szampon
- Albert Brenner, Marvin March – Promienni chłopcy

### Najlepsze zdjęcia
- John Alcott – Barry Lyndon
- Conrad L. Hall – Dzień szarańczy
- James Wong Howe – Zabawna dama
- Robert Surtees – Hindenburg
- Haskell Wexler, Bill Butler – Lot nad kukułczym gniazdem

### Najlepsze kostiumy
- Ulla-Britt Söderlund i Milena Canonero – Barry Lyndon
- Yvonne Blake, Ron Talsky – Czterej muszkieterowie
- Ray Aghayan, Bob Mackie – Zabawna dama
- Edith Head – Człowiek, który chciał być królem
- Henny Noremark, Karin Erskine – Czarodziejski flet

### Najlepsza reżyseria
- Miloš Forman – Lot nad kukułczym gniazdem
- Federico Fellini – Amarcord
- Stanley Kubrick – Barry Lyndon
- Sidney Lumet – Pieskie popołudnie
- Robert Altman – Nashville

### Pełnometrażowy film dokumentalny
- Crawley, James Hager i Dale Hartleben – The Man Who Skied Down Everest – F.R.
- Walter F. Parkes, Keith Critchlow – The California Reich
- Glen Pearcy – Fighting for Our Lives
- Irwin Rosten – The Incredible Machine
- Shirley MacLaine – The Other Half of the Sky: A China Memoir

### Krótkometrażowy film dokumentalny
- Claire Wilbur i Robin Lehman – The End Of The Game
- Jon Else, Steven Kovacs, Kristine Samuelson – Arthur and Lillie
- Manfred Baier – Millions of Years Ahead of Man
- George Casey – Probes in Space
- Barrie Howells, Michael Scott – Whistling Smith

### Najlepszy montaż
- Verna Fields – Szczęki
- Dede Allen – Pieskie popołudnie
- Russell Lloyd – Człowiek, który chciał być królem
- Richard Chew, Lynzee Klingman, Sheldon Kahn – Lot nad kukułczym gniazdem
- Fredric Steinkamp, Don Guidice – Trzy dni Kondora

### Najlepszy film nieangielskojęzyczny
- ZSRR – Akira Kurosawa – Dersu Uzała
- Meksyk – Miguel Littin – Salwy w Marusii
- Włochy – Dino Risi – Zapach kobiety
- Japonia – Kei Kumai – Sandokan nr 8
- Polska – Andrzej Wajda – Ziemia obiecana

### Najlepsza muzyka
- John Williams – Szczęki
- Gerald Fried – Birds Do It, Bees Do It
- Alex North – Z zaciśniętymi zębami
- Jack Nitzsche – Lot nad kukułczym gniazdem
- Jerry Goldsmith – Wiatr i lew

### Najlepsza adaptacja muzyki
- Leonard Rosenman – Barry Lyndon
- Peter Matz – Zabawna dama
- Pete Townshend – Tommy

### Najlepsza piosenka
- „I'm Easy” – Nashville – Keith Carradine
- „How Lucky Can You Get” – Zabawna dama – Fred Ebb, John Kander
- „Do You Know Where You’re Going To” – Mahogany – muzyka: Michael Masser; słowa: Gerry Goffin
- „Richard's Window” – The Other Side of the Mountain – muzyka:Charles Fox; słowa: Norman Gimbel
- „Now That We're In Love” – Whiffs – muzyka: George Barrie; słowa: Sammy Cahn

### Najlepszy dźwięk
- Robert L. Hoyt, Roger Heman, Earl Madery i John Carter – Szczęki
- Arthur Piantadosi, Les Fresholtz, Richard Tyler, Al Overton Jr. – Z zaciśniętymi zębami
- Richard Portman, Don MacDougall, Curly Thirlwell, Jack Solomon – Zabawna dama
- Leonard Peterson, John A. Bolger Jr., John L. Mack, Don Sharpless – Hindenburg
- Harry W. Tetrick, Aaron Rochin, William L. McCaughey, Roy Charman – Wiatr i lew

### Najlepszy montaż dźwięku (Nagroda Specjalna)
- Peter Berkos – Hindenburg

### Najlepsze efekty specjalne (Nagroda Specjalna)
- Albert Whitlock i Glen Robinson – Hindenburg

### Krótkometrażowy film animowany
- Bob Godfrey – Great
- Robert Swarthe – Kick Me
- Bernard Longpré i André Leduc – Monsieur Pointu
- Marcell Jankovics – Szczyt

### Krótkometrażowy film aktorski
- Bert Salzman – Angel And The Big Joe
- Louis Marcus – Conquest of Light
- Larry Lansburgh, Brian Lansburgh – Dawn Flight
- Barry J. Spinello – A Day in the Life of Bonnie Consolo
- Alan Beattie – Doubletalk

### Najlepszy scenariusz oryginalny
- Frank Pierson – Pieskie popołudnie
- Federico Fellini i Tonino Guerra – Amarcord
- Ted Allan – Kłamstwa mojego taty
- Robert Towne i Warren Beatty – Szampon
- Claude Lelouch i Pierre Uytterhoeven – Całe nasze życie

### Najlepszy scenariusz adaptowany
- Lawrence Hauben i Bo Goldman – Lot nad kukułczym gniazdem
- Stanley Kubrick – Barry Lyndon
- John Huston, Gladys Hill – Człowiek, który chciał być królem
- Ruggero Maccari, Dino Risi – Zapach kobiety
- Neil Simon – Promienni chłopcy

### Oscar Honorowy
- Mary Pickford – za całokształt pracy aktorskiej